# Blanchard (Dakota del Norte)
Blanchard es un lugar designado por el censo ubicado en el condado de Traill en el estado estadounidense de Dakota del Norte. En el censo de 2010 tenía una población de 26 habitantes y una densidad poblacional de 39,37 personas por km².

## Geografía
Blanchard se encuentra ubicado en las coordenadas 47°20′35″N 97°13′23″O / 47.34306, -97.22306. Según la Oficina del Censo de los Estados Unidos, Blanchard tiene una superficie total de 0.66 km², de la cual 0.66 km² corresponden a tierra firme y (0%) 0 km² es agua.

## Demografía
Según el censo de 2010, había 26 personas residiendo en Blanchard. La densidad de población era de 39,37 hab./km². De los 26 habitantes, Blanchard estaba compuesto por el 88.46% blancos, el 0% eran afroamericanos, el 11.54% eran amerindios, el 0% eran asiáticos, el 0% eran isleños del Pacífico, el 0% eran de otras razas y el 0% pertenecían a dos o más razas. Del total de la población el 0% eran hispanos o latinos de cualquier raza.